# Notre-Dame-d'Aliermont
Pour les articles homonymes, voir Notre-Dame.
Notre-Dame-d'Aliermont est une commune française située dans le département de la Seine-Maritime en région Normandie.

## Géographie

### Localisation
Notre-Dame-d'Aliermont est une commune du canton d'Envermeu située en Seine-Maritime de 626 âmes environ qui s'étend sur une longueur de plus de 5 kilomètres sur le plateau de l'Aliermont.
Les communes voisines sont Saint-Nicolas-d'Aliermont, Saint-Jacques-d'Aliermont, Saint-Agathe-d'Aliermont, Douvrend.
Les habitants de Notre-Dame-d'Aliermont se nomment les Aliermontais(ses).
Ce village est en grande expansion en nombre d'habitants.

### Hydrographie
La commune est située dans le bassin Seine-Normandie. Elle n'est drainée par aucun cours d'eau,.

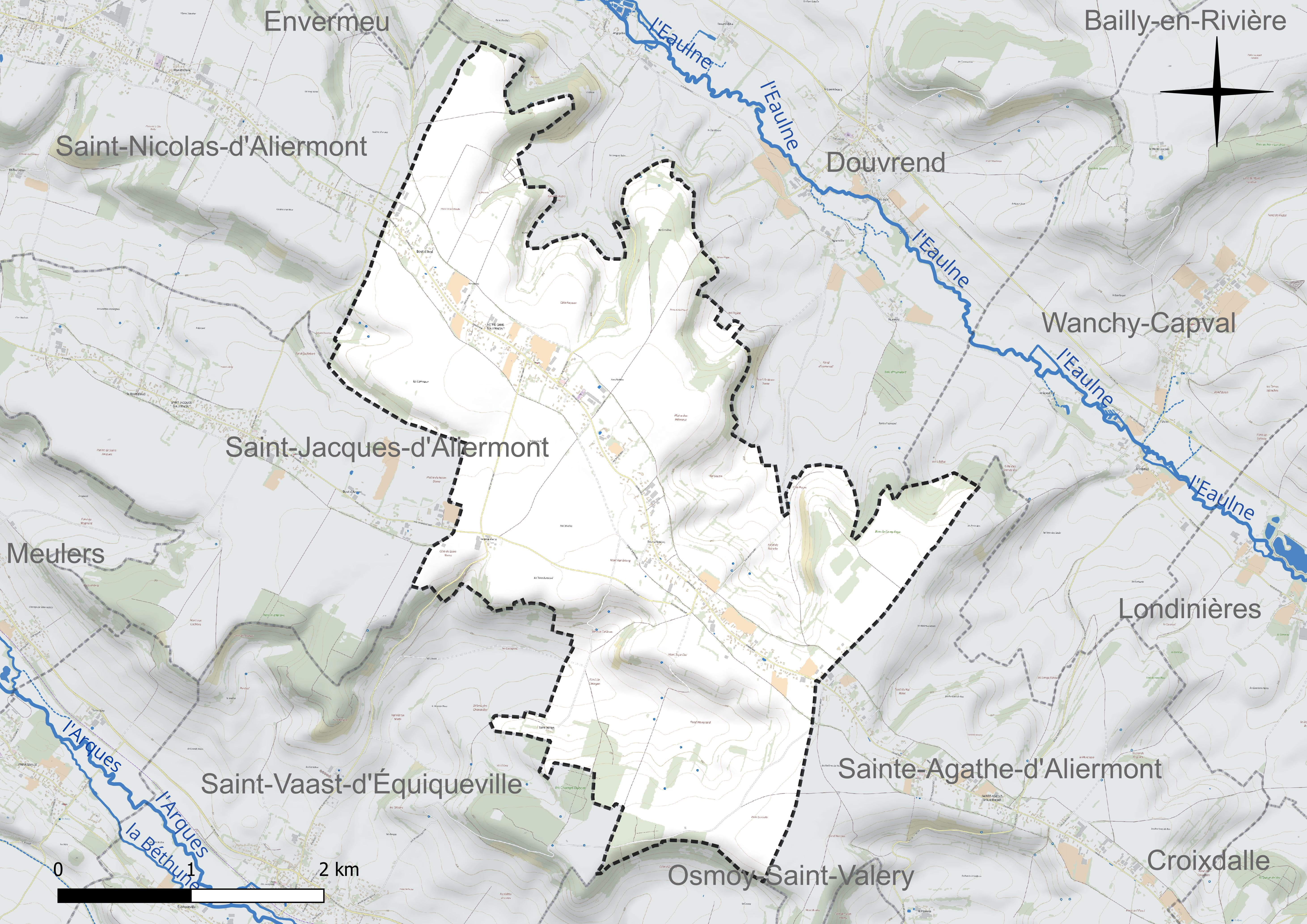
Réseau hydrographique de Notre-Dame-d'Aliermont.

### Climat
Pour des articles plus généraux, voir Climat de la Normandie et Climat de la Seine-Maritime.
En 2010, le climat de la commune est de type climat océanique altéré, selon une étude du CNRS s'appuyant sur une série de données couvrant la période 1971-2000. En 2020, Météo-France publie une typologie des climats de la France métropolitaine dans laquelle la commune est exposée à un climat océanique et est dans la région climatique Côtes de la Manche orientale, caractérisée par un faible ensoleillement (1 550 h/an) ; forte humidité de l’air (plus de 20 h/jour avec humidité relative > 80 % en hiver), vents forts fréquents. Parallèlement le GIEC normand, un groupe régional d’experts sur le climat, différencie quant à lui, dans une étude de 2020, trois grands types de climats pour la région Normandie, nuancés à une échelle plus fine par les facteurs géographiques locaux. La commune est, selon ce zonage, exposée à un « climat maritime », correspondant au Pays de Caux, frais, humide et pluvieux, légèrement plus frais que dans le Cotentin.
Pour la période 1971-2000, la température annuelle moyenne est de 9,9 °C, avec une amplitude thermique annuelle de 14 °C. Le cumul annuel moyen de précipitations est de 938 mm, avec 13,7 jours de précipitations en janvier et 8,6 jours en juillet. Pour la période 1991-2020, la température moyenne annuelle observée sur la station météorologique la plus proche, située sur la commune de Dieppe à 17 km à vol d'oiseau, est de 11,3 °C et le cumul annuel moyen de précipitations est de 805,2 mm,. Pour l'avenir, les paramètres climatiques de la commune estimés pour 2050 selon différents scénarios d’émission de gaz à effet de serre sont consultables sur un site dédié publié par Météo-France en novembre 2022.

## Urbanisme

### Typologie
Au 1er janvier 2024, Notre-Dame-d'Aliermont est catégorisée commune rurale à habitat dispersé, selon la nouvelle grille communale de densité à sept niveaux définie par l'Insee en 2022.
Elle appartient à l'unité urbaine de Saint-Nicolas-d'Aliermont, une agglomération intra-départementale regroupant quatre  communes, dont elle est une commune de la banlieue,,. Par ailleurs la commune fait partie de l'aire d'attraction de Dieppe, dont elle est une commune de la couronne,. Cette aire, qui regroupe 62 communes, est catégorisée dans les aires de 50 000 à moins de 200 000 habitants,.

### Occupation des sols
L'occupation des sols de la commune, telle qu'elle ressort de la base de données européenne d’occupation biophysique des sols Corine Land Cover (CLC), est marquée par l'importance des territoires agricoles (87,1 % en 2018), une proportion sensiblement équivalente à celle de 1990 (87,6 %). La répartition détaillée en 2018 est la suivante : 
terres arables (59,1 %), prairies (25,5 %), forêts (8,6 %), zones urbanisées (4,3 %), zones agricoles hétérogènes (2,6 %). L'évolution de l’occupation des sols de la commune et de ses infrastructures peut être observée sur les différentes représentations cartographiques du territoire : la carte de Cassini (XVIIIe siècle), la carte d'état-major (1820-1866) et les cartes ou photos aériennes de l'IGN pour la période actuelle (1950 à aujourd'hui).

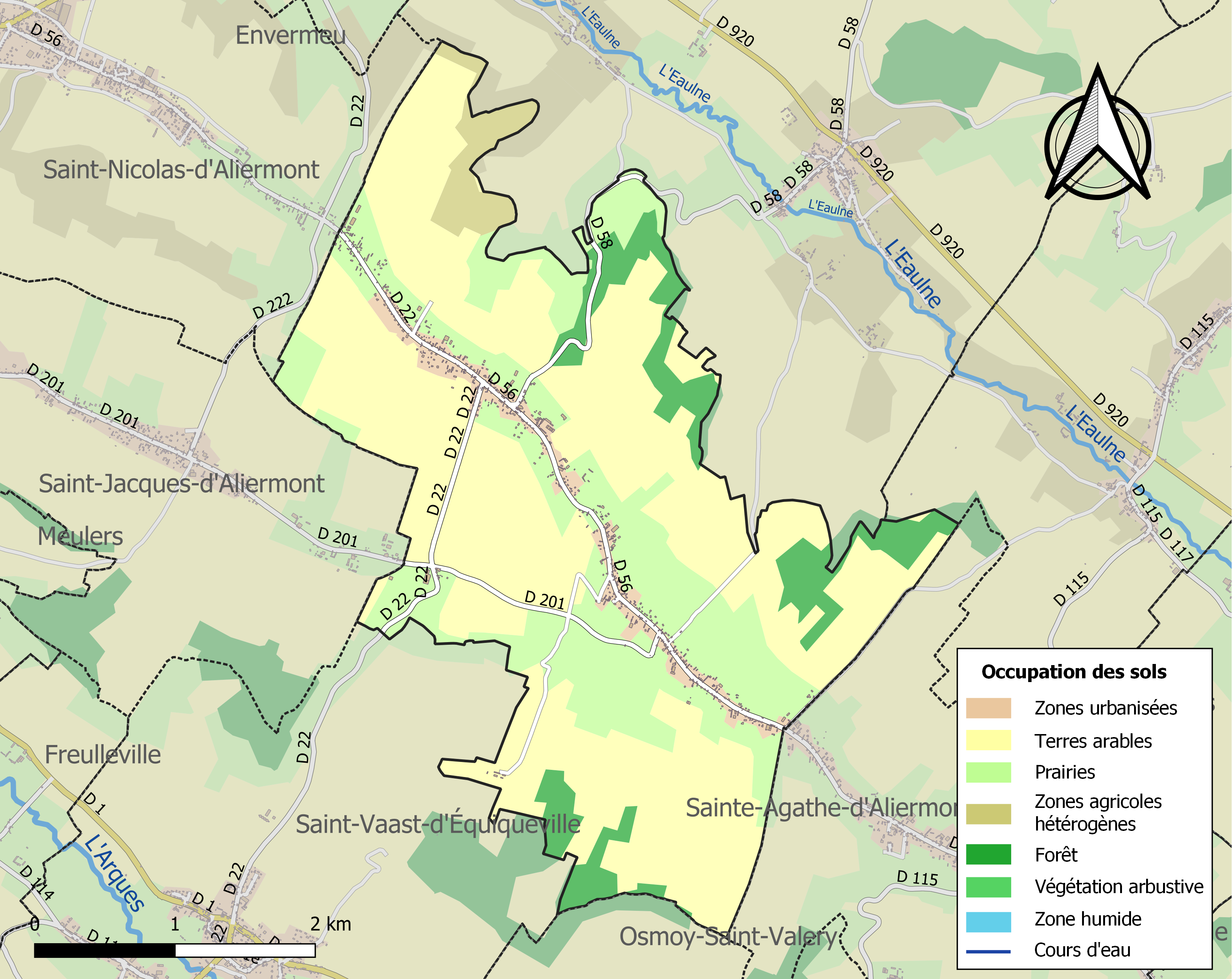
Carte des infrastructures et de l'occupation des sols de la commune en 2018 (CLC).

## Toponymie
Notre-Dame, le vocable désigne la Vierge Marie.
Aliermont : attesté sous la forme Foresta de Halieriomonte en 1083 et 1087.
L’étymologie Halieromonte, « mont d’Hélier » existe dès la fin du XIe siècle. Hélier est un moine envoyé à Jersey au VIe siècle qui aurait traversé la région à la recherche de saint Maclou.

## Histoire
Le comte Eudes de l'Aliermont eut deux fils, Jacques et Nicolas et une fille, Agathe. Ce comte prit l'initiative de donner à trois villages le nom de ses enfants : Saint-Jacques, Saint-Nicolas et Sainte-Agathe-de-l'Aliermont. Un 4e village naissait par la suite comprenant une cathédrale : la cathédrale de l'Aliermont qui donna son nom au village Notre-Dame-d'Aliermont.[réf. nécessaire]
Lors de la Seconde Guerre mondiale, le village a subi un bombardement le 22 décembre 1943.

## Politique et administration
| Période                                  | Période                    | Identité             | Étiquette | Qualité                                                                                                 |
| ---------------------------------------- | -------------------------- | -------------------- | --------- | --- |
| Les données manquantes sont à compléter. |                            |                      |           | |
|                                          | mars 2001                  | Marcel Breton        |           | |
| mars 2001                                | 2009                       | Michel Leroy         | DVD       | |
| mars 2009                                | En cours (au 10 août 2020) | Christophe Fromentin |           | Vice-président de la Communauté de communes Falaises du Talou (2020 → ) Réélu pour le mandat 2020-2026, |

## Population et société

### Démographie
L'évolution du nombre d'habitants est connue à travers les recensements de la population effectués dans la commune depuis 1793. Pour les communes de moins de 10 000 habitants, une enquête de recensement portant sur toute la population est réalisée tous les cinq ans, les populations de référence des années intermédiaires étant quant à elles estimées par interpolation ou extrapolation. Pour la commune, le premier recensement exhaustif entrant dans le cadre du nouveau dispositif a été réalisé en 2006.

En 2022, la commune comptait 712 habitants, en évolution de −7,53 % par rapport à 2016 (Seine-Maritime : +0,35 %, France hors Mayotte : +2,11 %).
| 1793 | 1800 | 1806 | 1821 | 1831 | 1836 | 1841 | 1846 | 1851 |
| ---- | ---- | ---- | ---- | ---- | ---- | ---- | ---- | ---- |
| 510  | 522  | 554  | 537  | 479  | 530  | 554  | 520  | 504  |

| 1856 | 1861 | 1866 | 1872 | 1876 | 1881 | 1886 | 1891 | 1896 |
| ---- | ---- | ---- | ---- | ---- | ---- | ---- | ---- | ---- |
| 477  | 523  | 473  | 456  | 480  | 475  | 429  | 416  | 432  |

| 1901 | 1906 | 1911 | 1921 | 1926 | 1931 | 1936 | 1946 | 1954 |
| ---- | ---- | ---- | ---- | ---- | ---- | ---- | ---- | ---- |
| 402  | 413  | 446  | 370  | 407  | 367  | 389  | 395  | 390  |

| 1962 | 1968 | 1975 | 1982 | 1990 | 1999 | 2006 | 2011 | 2016 |
| ---- | ---- | ---- | ---- | ---- | ---- | ---- | ---- | ---- |
| 406  | 395  | 441  | 486  | 525  | 538  | 617  | 698  | 770  |

| 2021 | 2022 | - | - | - | - | - | - | - |
| ---- | ---- | - | - | - | - | - | - | - |
| 733  | 712  | - | - | - | - | - | - | - |

### Enseignement
École mixte Marcel-Breton.

## Culture locale et patrimoine

### Lieux et monuments
Église de Notre-Dame-d'Aliermont dite la cathédrale de l'Aliermont[réf. souhaitée]

### Personnalités liées à la commune
André Salzet, comédien, est né dans la commune le 17 février 1957 (spectacles "Le joueur d'échecs" de Stefan Zweig, "Madame Bovary" de Gustave Flaubert, "Boule de suif" de Guy de Maupassant...).